# Dubbelmordet på Ikea i Västerås
Dubbelmordet på Ikea i Västerås inträffade den 10 augusti 2015.
Två personer, en 27-årig man och hans 55-åriga mor, mördades med kniv på Ikeas varuhus i köpcentret Erikslund i Västerås. Gärningsmannen tog de två knivarna som användes under dådet från husgerådsavdelningen. Offren var okända för förövaren. Efter att ha attackerat offren högg han sig själv, varför man från början trodde att det var en annan person som utfört dådet. En vän till gärningsmannen som besökte varuhuset tillsammans med honom anhölls, men friades senare från alla misstankar.
Gärningsmannen, Abraham Ukbagabir, född 1979, var flykting från Eritrea och bosatt på en förläggning i Arboga. Han lämnade Eritrea år 2005 och tog sig till Italien där han fick ett tillfälligt uppehållstillstånd. Han sökte sedermera även asyl i England men där fick han avslag och skickades tillbaka till Italien. Till Sverige kom han år 2013.
Han hade några veckor tidigare fått reda på att han skulle avvisas till Italien, och hade timmarna före mordet varit på möte med Migrationsverket angående detta. Motivet för morden ska ha varit att avslaget på hans asylsökan fått Ukbagabir att känna sig kriminell, orättvist behandlad och kränkt och han resonerade att "om en fiende stör dig finns inget annat val än att försvara". Han sade även att han valde sina offer för att de "såg svenska ut" och att mörda svenskar skulle ge större tyngd till hans budskap. Den rättsmedicinska undersökningen beskrev Ukbagabir som bland annat "helt känslokall" och "fullständigt självcentrerad och ser andra personer enbart som ett medel att nå egna mål".
I den ganska livliga diskussionen kring invandringsfrågor som rådde vid tillfället blev detta ett ämne för debatt, och bland annat blev asylboendet där gärningsmannen bott utsatt för hot.
Den misstänkte dömdes i tingsrätten till livstids fängelse och utvisning. Domen fastställdes i hovrätten.